# Hailfingen
Hailfingen ist ein Stadtteil von Rottenburg am Neckar im Landkreis Tübingen in Baden-Württemberg (Deutschland).

## Geographie
Hailfingen liegt neun Kilometer südlich von Herrenberg und neun Kilometer nordwestlich von Rottenburg am Neckar. Das Dorf ist der nördlichste Rottenburger Stadtteil.

### Ausdehnung
Die Gesamtfläche des Ortes Hailfingen beträgt 751 ha. Hiervon entfallen 75,0 % auf landwirtschaftliche Fläche, 11,2 % auf Siedlungs- und Verkehrsfläche, 13,1 % auf Waldfläche und 0,7 % auf übrige Nutzung.

### Nachbarorte
Folgende Orte grenzen an Hailfingen, sie werden im Uhrzeigersinn beginnend im Norden genannt: Tailfingen (Landkreis Böblingen), Reusten, Oberndorf, Seebronn (Landkreis Tübingen) und Bondorf (Landkreis Böblingen).

## Bevölkerung
In Hailfingen leben 1597 Einwohner (Stand Ende Juni 2013). Die Bevölkerungsdichte Hailfingens beträgt 211 Einwohner pro Quadratkilometer.

## Religion
Hailfingen (Dekanat Rottenburg, Bistum Rottenburg-Stuttgart) ist katholisch geprägt. Etwa 50 % der Einwohner gehören der römisch-katholischen Kirche an. Die Katholische Kirchengemeinde St. Laurentius ist mit der Dompfarrgemeinde St. Martin in Rottenburg und der Pfarrgemeinde St. Jakobus in Seebronn in einer Seelsorgeeinheit verbunden.

## Einwohnerentwicklung
- 1915: 0234 Einwohner
- 1930: 0376 Einwohner
- 1945: 0471 Einwohner
- 1960: 0797 Einwohner
- 1961: 0662 Einwohner
- 1970: 0754 Einwohner
- 1975: 1004 Einwohner
- 1990: 1361 Einwohner
- 2005: 1695 Einwohner
- 2008: 1597 Einwohner
- 2013: 1597 Einwohner
- 2015: 1672 Einwohner

## Geschichte
Hailfingen liegt in der altbesiedelten Landschaft des Oberen Gäus. Seit den Forschungen durch Hermann Stoll in den 1930er Jahren ist Hailfingen als Fundort eines alamannischen Gräberfeldes bekannt. Es war dies eines der ersten Gräberfelder der Merowingerzeit, das fast vollständig freigelegt wurde. Darüber hinaus liegen von der Gemarkung aber auch Funde der Linearbandkeramik und der Hallstattzeit vor.

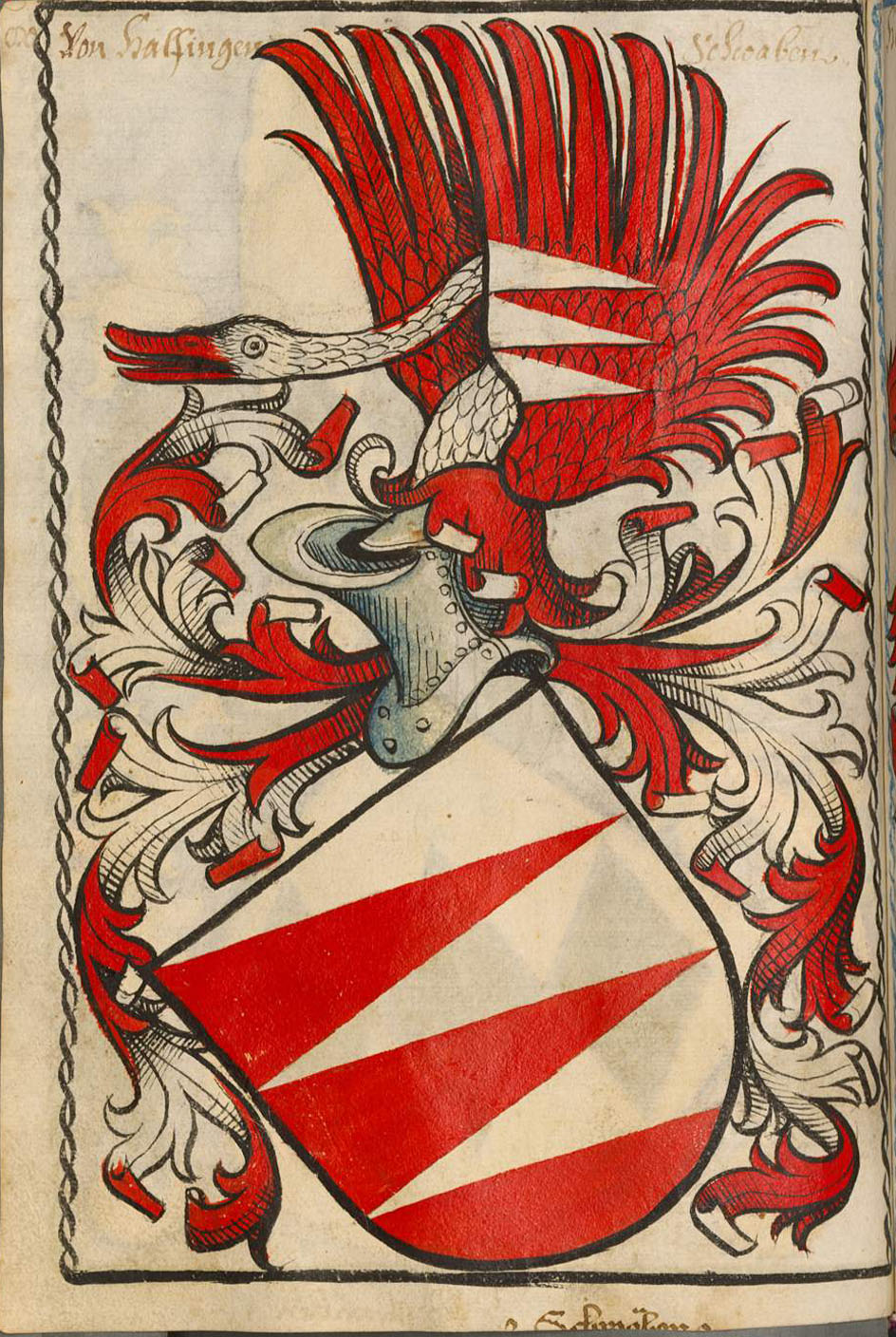
Familienwappen derer von Hailfingen

Hailfingen war der Stammsitz der Herren von Hailfingen, einem der am weitesten verzweigten Schwäbischen Adelsgeschlechter mit weiteren Standorten in Hohenentringen, Müneck und Hagelloch.
Nördlich von Hailfingen bestand von 1937 bis 1945 ein Nachtjägerflugplatz (siehe Unterabschnitt weiter unten) und von 1944 bis 1945 das KZ-Außenlager Hailfingen-Tailfingen.
Am 1. Januar 1972 wurde Hailfingen in die Stadt Rottenburg am Neckar eingegliedert.
Am 6. Juni 2010 wurden ein Mahnmal und eine Ausstellungs- und Dokumentationsstelle als KZ-Gedenkstätte Hailfingen-Tailfingen eingeweiht.

### Flugplatz Hailfingen
In den Jahren 1938/42 entstand nordwestlich des Ortes, im Grenzbereich zu den Nachbarorten Tailfingen und Bondorf östlich der L1184, ein als Einsatzhafen 1. Ordnung klassifizierter Militärflugplatz der Luftwaffe. In den folgenden Jahren diente er als Ausweichplatz und Segelflug-Schulgelände. Sein Ausbau im weiteren Kriegsverlauf erfolgte unter anderem durch Zwangsarbeiter des KZ-Außenlagers Hailfingen-Tailfingen. Durch die Verlegung von Teilen der I. Gruppe des Nachtjagdgeschwaders 6 (I./NJG 6) erhielt der Platz eine wichtigere Rolle im Bereich der Luftverteidigung. Die Nachtjäger der Typen Messerschmitt Bf 110 und Junkers Ju 88G nutzten den Einsatzhafen bis Anfang April 1945, als die noch flugklaren Flugzeuge nach Schleißheim überführt wurden.
Der durch Sprengungen der abrückenden deutschen Truppen teilweise zerstörte Flugplatz wurde Mitte April von französischen Truppen besetzt. Nach einer Instandsetzung nutzten Jagdbomber der United States Army Air Forces (USAAF) den Advanced Landing Ground ALG R-49, so seine alliierte Bezeichnung von Ende April noch bis Mitte Juli 1945, als der Flugbetrieb eingestellt wurde.
Ein Ende der 1950er und erneute Anfang der 1970er ins Auge gefasster Plan, ihn zu reaktivieren und zu einem Verkehrsflughafen „Stuttgart II“ auszubauen, scheiterte nicht zuletzt am örtlichen Widerstand und wurde nicht umgesetzt.

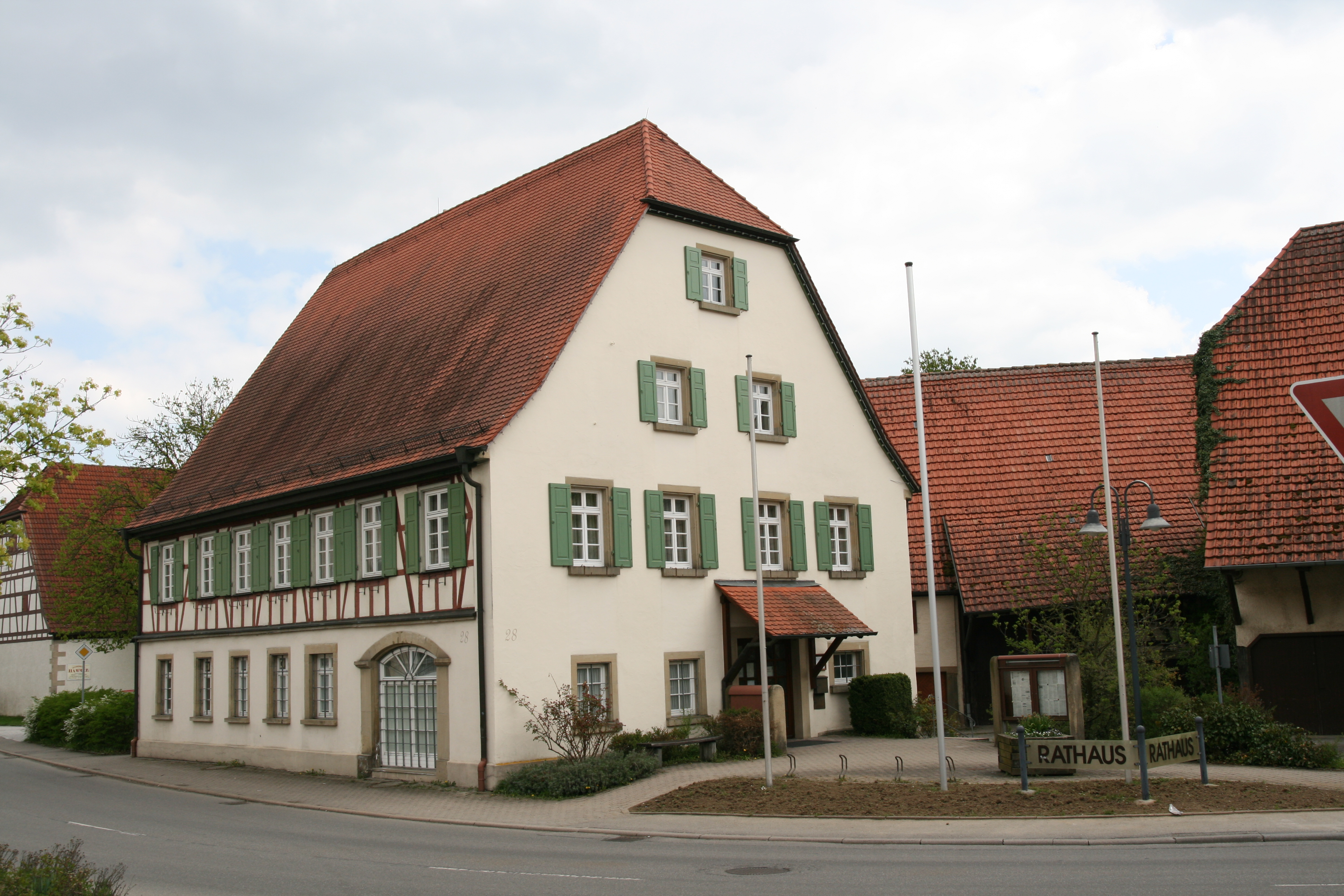
Rathaus
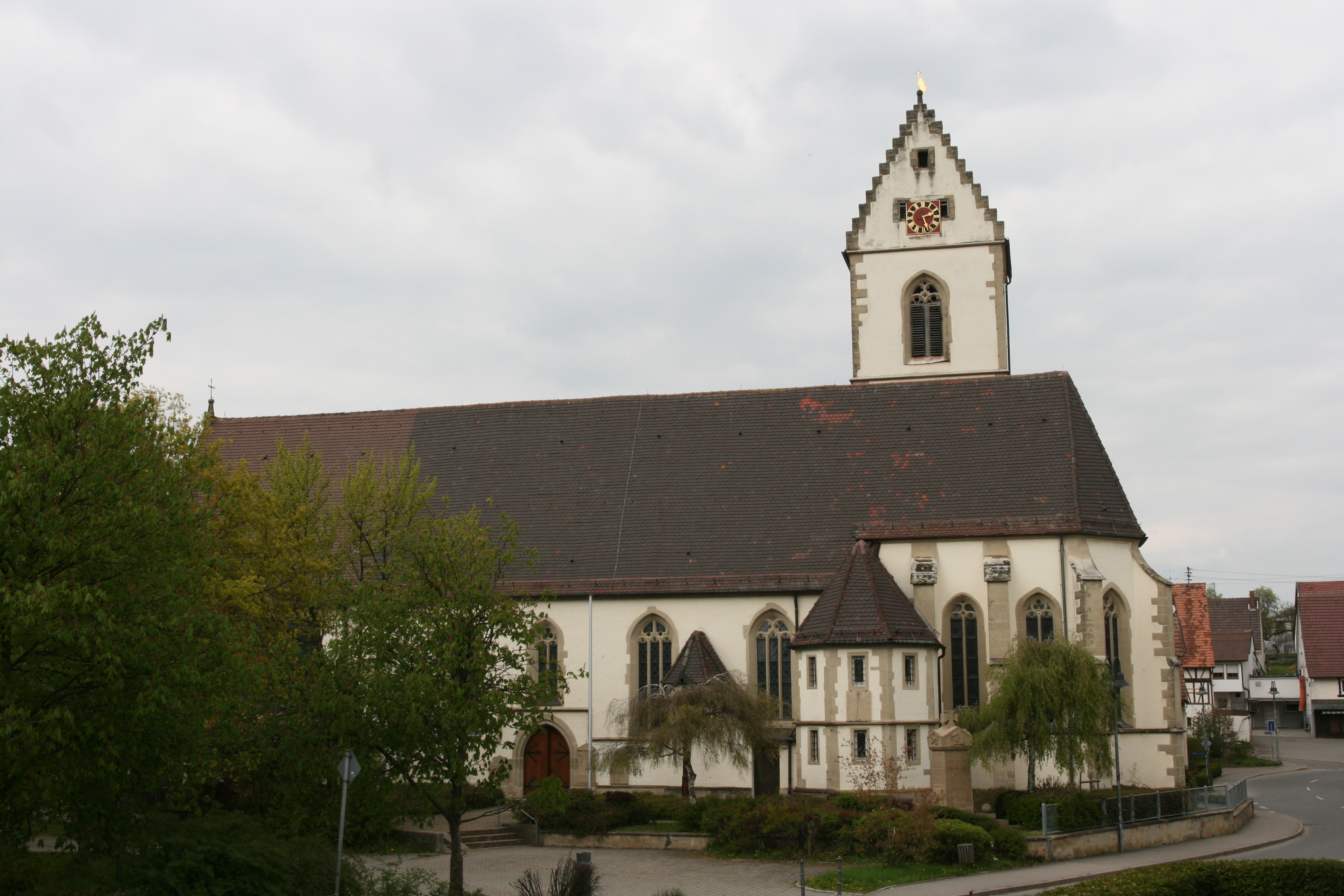
St. Laurentius
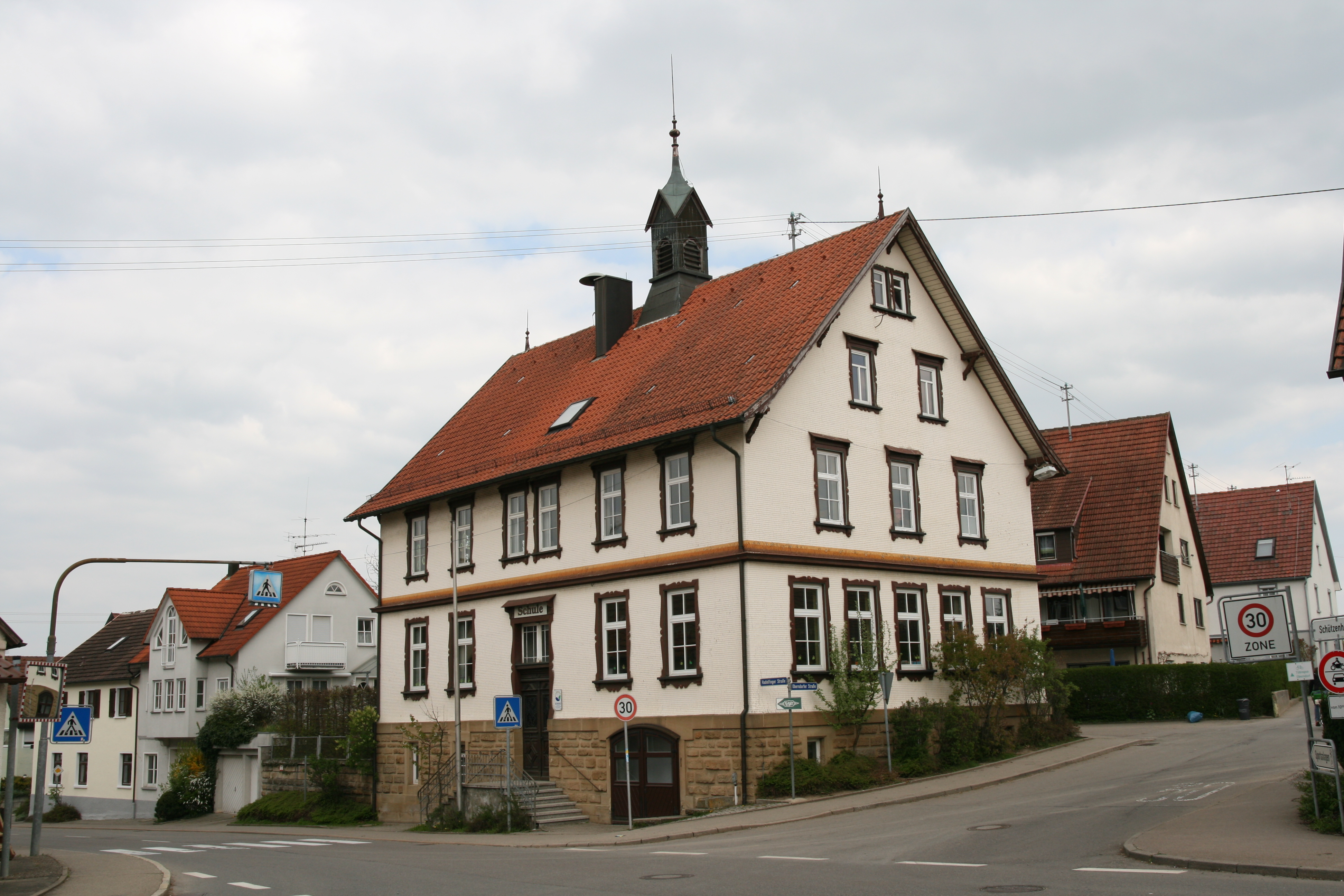
Grundschule